# Black Veils of Melancholy
Black Veils of Melancholy è un singolo del gruppo musicale britannico Status Quo, estratto dal primo album in studio Picturesque Matchstickable Messages from the Status Quo pubblicato nel marzo 1968.

## La canzone
Dopo il grande successo ottenuto con Pictures of Matchstick Men, gli Status Quo provano ad attaccare il mercato con questo brano "fotocopia", una buona composizione di Francis Rossi condita da gentili melodie e gradevoli sonorità psichedeliche, ma fin troppo simile al primo hit pubblicato qualche mese prima.
Il 45 giri fallisce l'aggancio con le charts inglesi.

## Tracce
1. Black Veils of Melancholy – 3:13 (Francis Rossi)
2. To Be Free – 2:35 (Roy Lynes)

## Formazione
- Francis Rossi – chitarra solista, voce
- Rick Parfitt – chitarra ritmica, voce
- Alan Lancaster – basso, voce
- Roy Lynes – organo, pianoforte
- John Coghlan – percussioni